# Santa Eulalia la Mayor
Santa Eulalia la Mayor (Santolaria en aragonés) es una localidad de la comarca Hoya de Huesca que pertenece al municipio de Loporzano en la provincia de Huesca. Situada al borde de las gargantas del Guatizalema, su distancia a Huesca es de 17 km.

## Demografía
| Gráfica de evolución demográfica de Santa Eulalia la Mayor entre 1842 y 1960 |
| |
| Población de derecho según los censos de población del INE Población de hecho según los censos de población del INEEntre el censo de 1857 y el anterior, crece el término del municipio porque incorpora a Almunia del Romeral Entre el censo de 1970 y el anterior, este municipio desaparece porque se integra en el municipio Loporzano |

| 1857 | 1877 | 1900 | 1940 | 1970 | 2000 | 2010 |
| ---- | ---- | ---- | ---- | ---- | ---- | ---- |
| 603  | 434  | 477  | 321  | 81   | 52   | 47   |

## Historia
- El 2 de diciembre de 1249 el rey Jaime I de Aragón dio Santa Eulalia la Mayor a Artal de Foces (HUICI-CABANES, Documentos de jaime I, nº. 513)
- En 1845 se incorpora la localidad de La Almunia del Romeral a su término municipal.[6]
- El 26 de febrero de 1970 se integra en el municipio de Loporzano.[8]

## Monumentos
- Parroquia dedicada a San Pedro
- Ermita de Nuestra Señora de San Martín

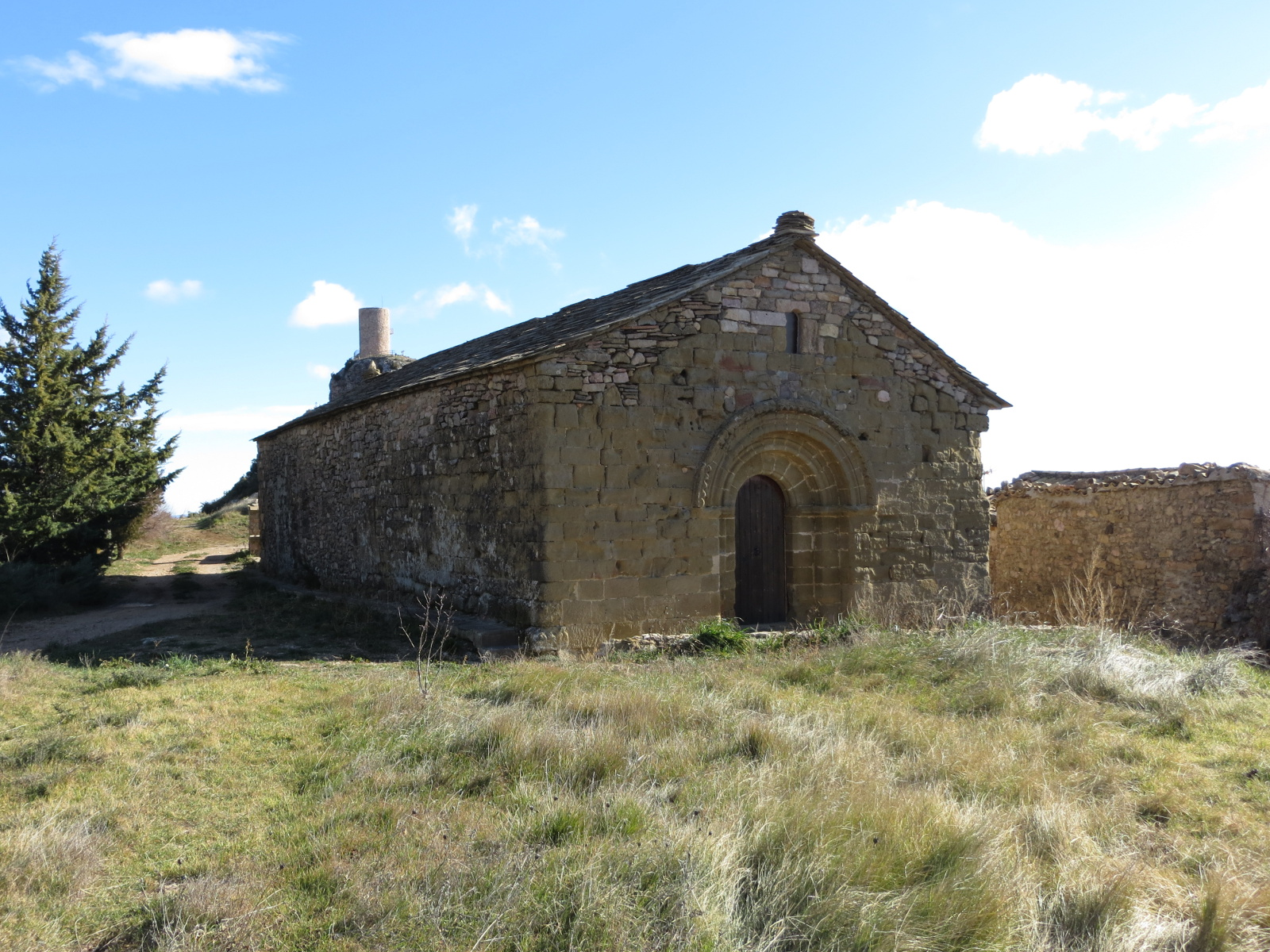
Ermita de Nuestra Señora de Sescún

- Ermita de Nuestra Señora de Sescún
- Atalaya